# Fast food

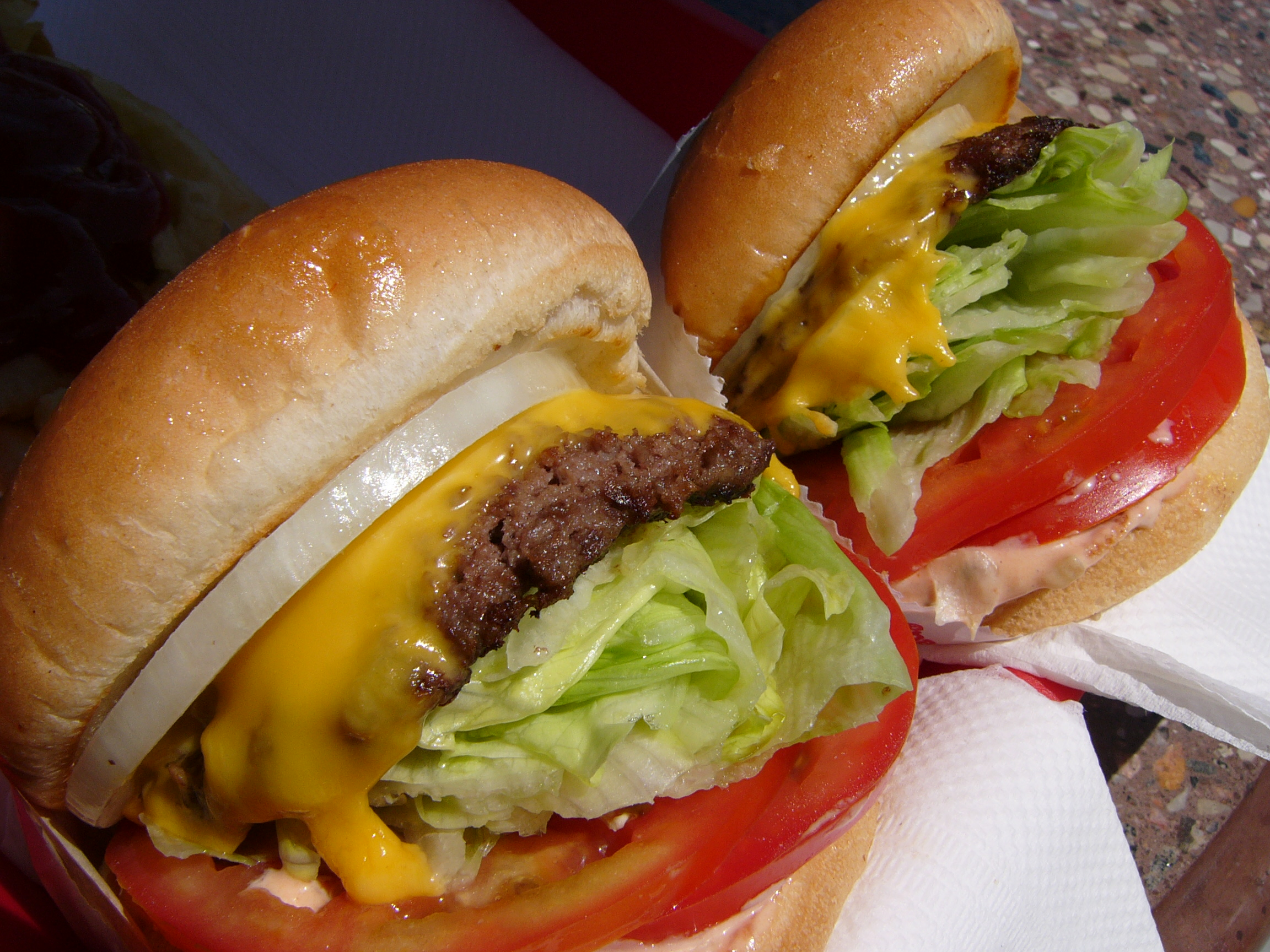
Mâncare fast food tipică în Statele Unite

Fast food este termenul care se referă la mâncarea preparată rapid și servită în restaurantele de specialitate, fiind concepută pentru a fi livrată rapid clientului și consumată imediat. Acest tip de alimentație este adesea asociat cu lanțuri mari de restaurante care oferă produse standardizate, cu un timp de preparare foarte scurt.
În anul 2008, un studiu al cercetătorilor de la Universitatea McMaster din Canada arăta că alimentația de tip fast-food, bogată în grăsimi, sare și carne, este responsabilă pentru o treime dintre infarctele înregistrate la nivel mondial.
Cele mai cunoscute lanțuri de restaurante fast food din lume sunt McDonald's, Burger King, KFC, Subway, Wendy's, Domino's Pizza, Pizza Hut și Taco Bell.
Dacă în 1970, americanii cheltuiau aproximativ 6 miliarde de dolari pe mâncare fast-food, în 2006 cheltuielile au crescut la aproape 142 de miliarde de dolari. Numai în SUA există peste 300.000 de restaurante cu specific fast-food.
Popularitatea fast-foodului a crescut exponențial odată cu urbanizarea accelerată și stilul de viață agitat, care limitează timpul pentru gătitul acasă. Produsele oferite sunt adesea ieftine, gustoase și disponibile imediat, însă sunt criticate pentru aportul caloric ridicat, conținutul crescut de zahăr, grăsimi și sare, precum și pentru efectele negative asupra sănătății.
În ultimii ani, unele lanțuri de fast-food au început să introducă în meniu opțiuni considerate mai sănătoase, precum salatele, sucurile naturale, alternative vegetariene sau produsele pe bază de proteine vegetale. De asemenea, multe restaurante oferă acum informații nutriționale transparente pentru a ajuta consumatorii să facă alegeri informate.
Impactul culturii fast-food a fost atât de profund încât a devenit un simbol global al alimentației moderne, dar și o temă centrală în dezbateri despre obezitate, stil de viață sănătos și globalizare. Totodată, dezvoltarea industriei fast-food a influențat agricultura, distribuția alimentelor, marketingul către copii și politicile nutriționale la nivel mondial.

## Afacere
În Statele Unite, consumatorii au cheltuit 160 miliarde de dolari pe fast-food în 2012 (de la 6 miliarde dolari în 1970). În total, industria de restaurante americane a proiectat vânzări de 660,5 miliarde de dolari în 2013. Fast food-ul a pierdut cota de piață din cauza restaurantelor rapide casnice, care oferă bucătării mai robuste și costisitoare. Datorită acestei competiții, giganții de fast-food au înregistrat scăderi drastice în vânzările lor. În timp ce vânzările globale de fast-food au scăzut, numărul americanilor care mănâncă în aceste restaurante "o dată pe lună, sau 'de câteva ori pe an'" a crescut.
Spre deosebire de restul lumii, cetățenii americani își cheltuie o sumă mult mai mică din venitul lor pe alimente - în mare parte datorită subvențiilor guvernamentale care fac fast food-ul ieftin și ușor accesibil. Calorii pentru calorii, alimentele vândute în restaurantele de fast-food, costă mai puțin și sunt mai dense și sunt produse în mare parte din produse pe care guvernul le subvenționează foarte mult: porumb, soia și carne de vită.
Piața australiană de fast-food este evaluată la peste 2,7 miliarde GBP și este compusă din 1,4 miliarde mese de fast-food. Aceasta include mese servite la 17.000 de magazine de fast-food. Piața fast-food a cunoscut o rată medie anuală de creștere de 6,5%, care este sectorul cu cea mai rapidă creștere pe piața produselor alimentare cu amănuntul.

## Fast Food

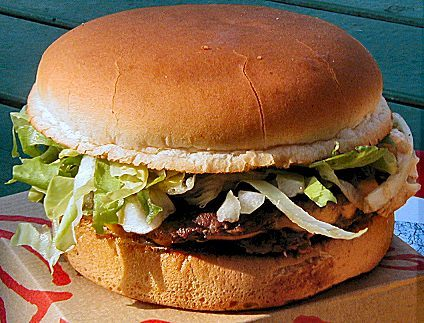
Hamburger
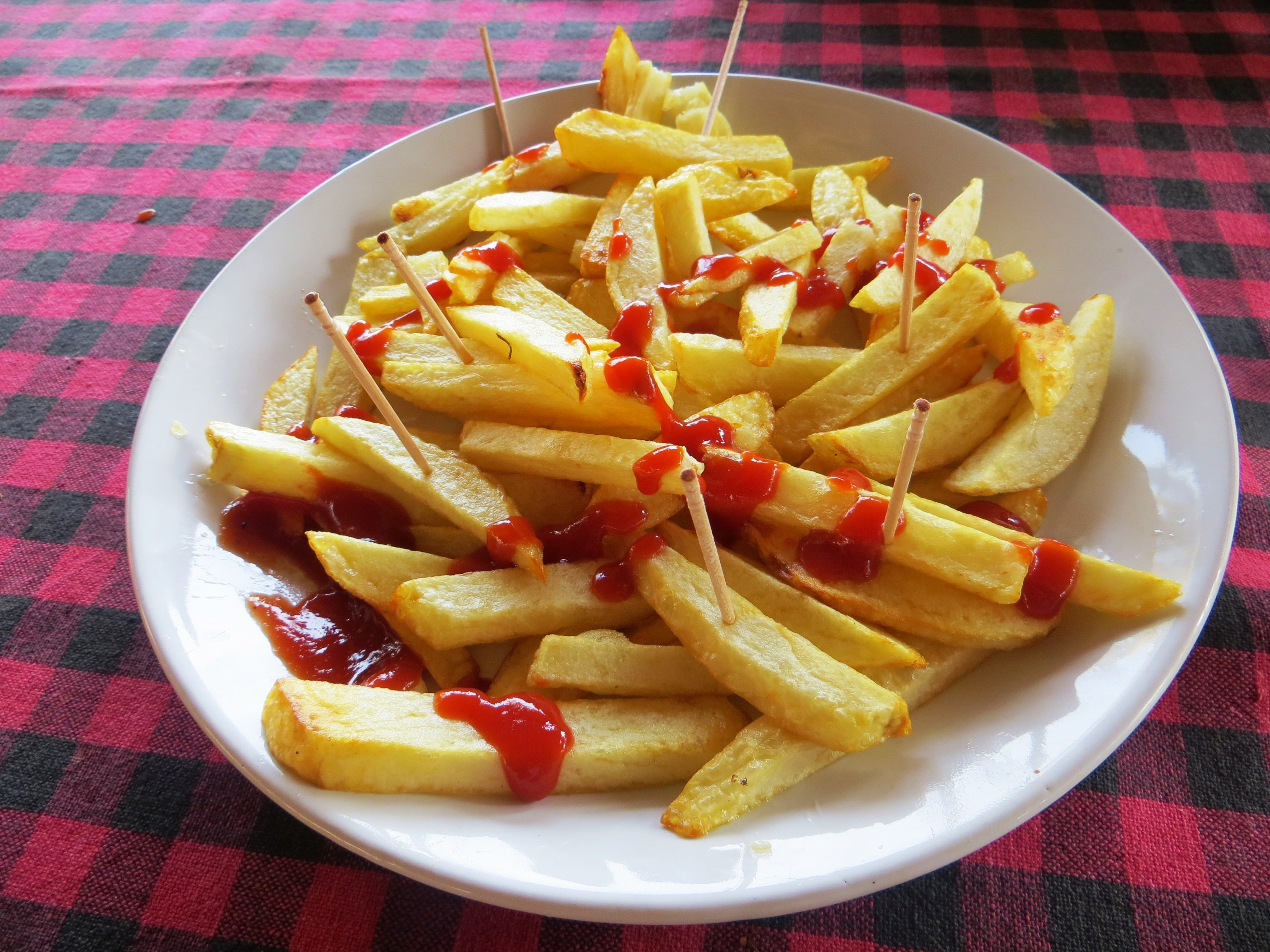
Cartofi pai
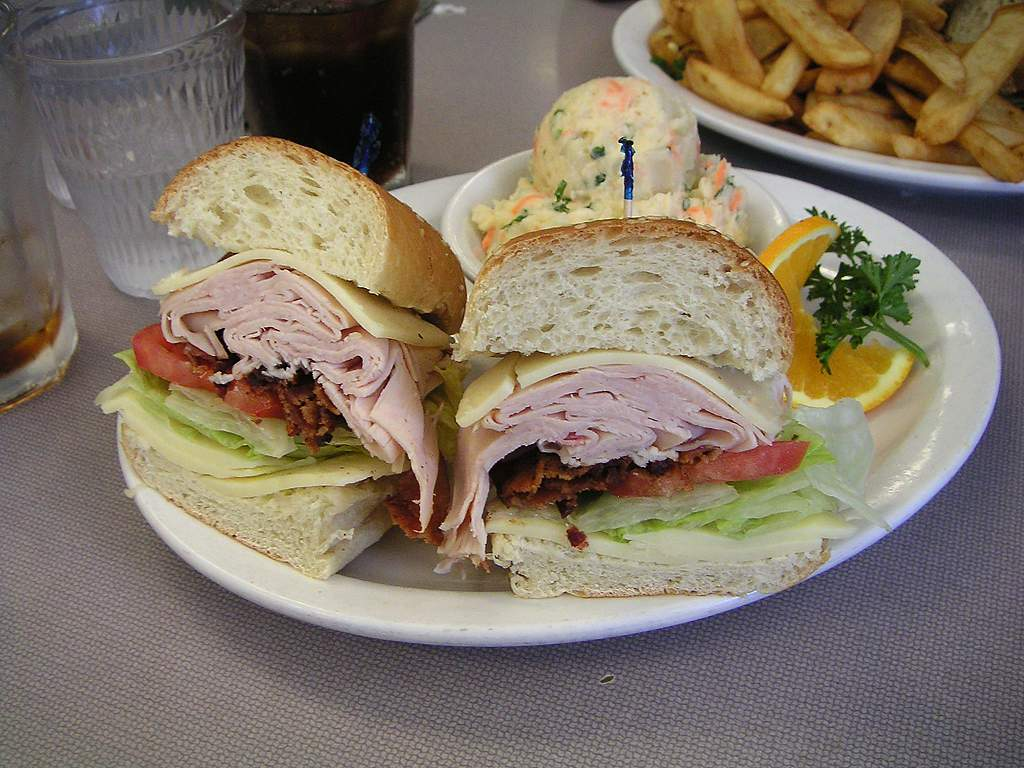
Sandviș
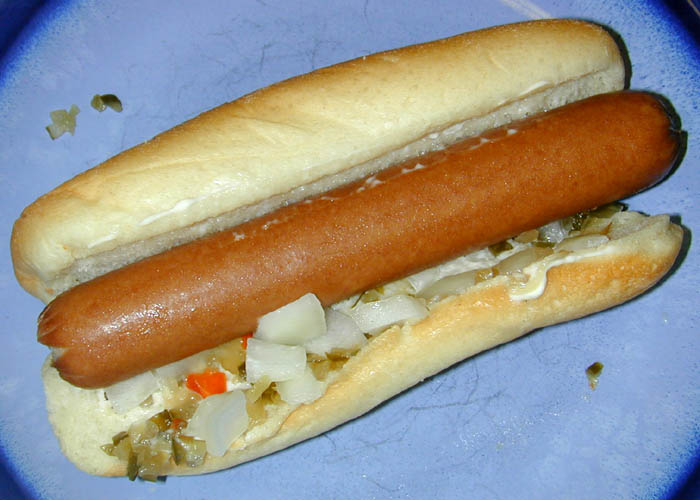
Hotdog
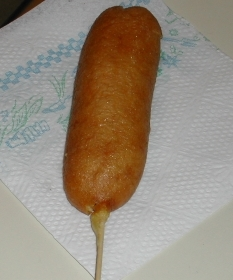
Corndog
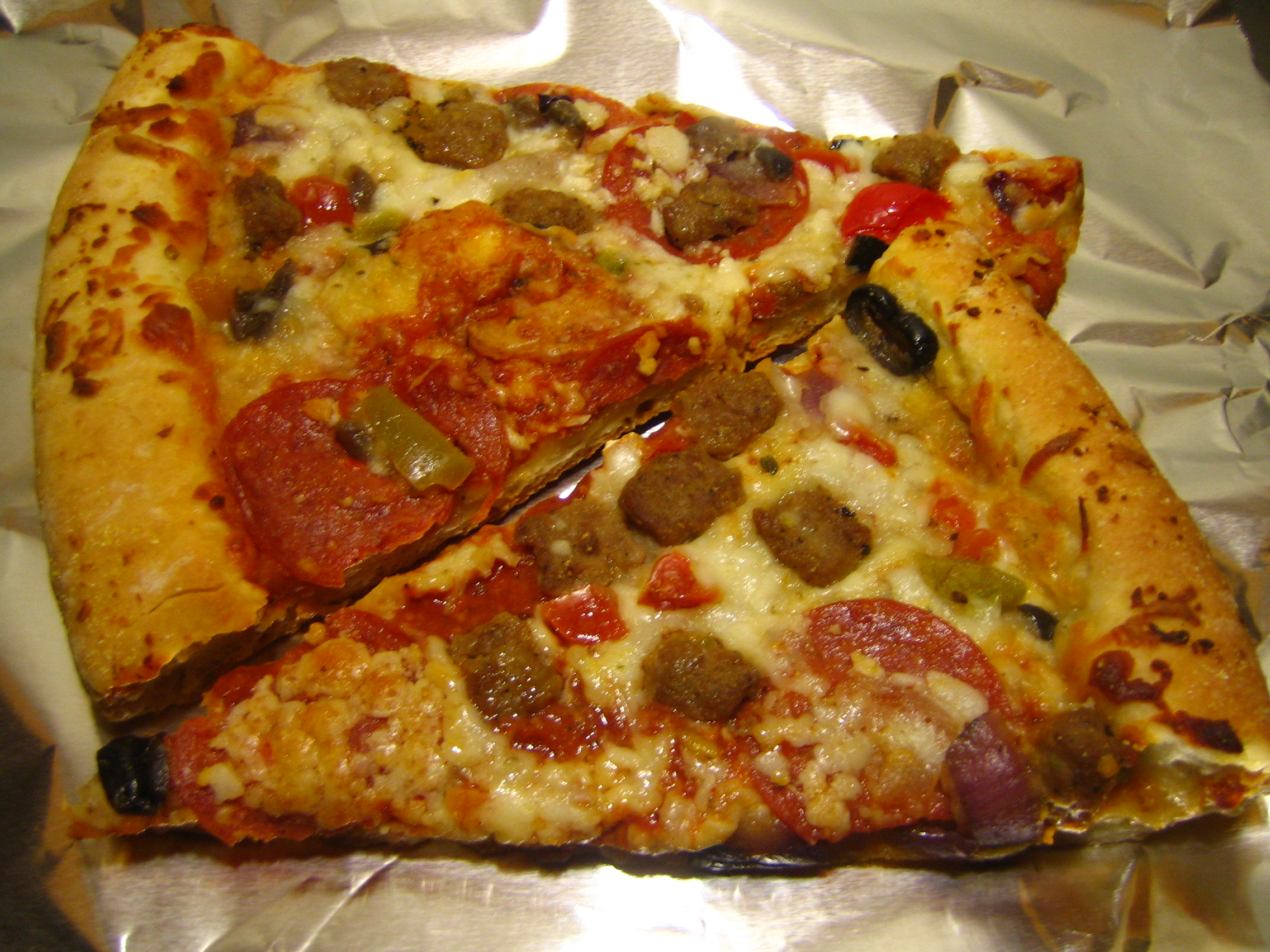
Pizza
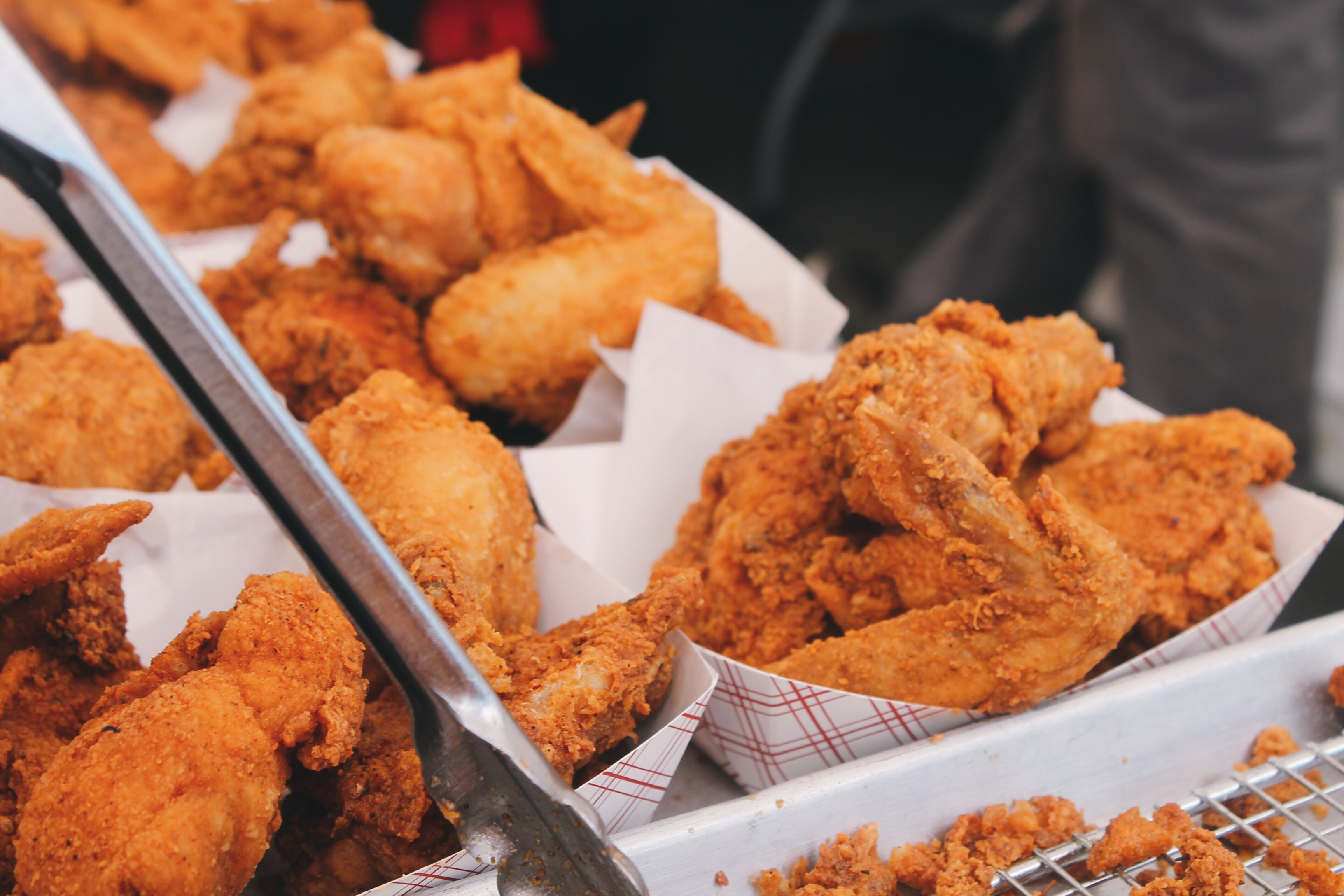
Pui prăjit
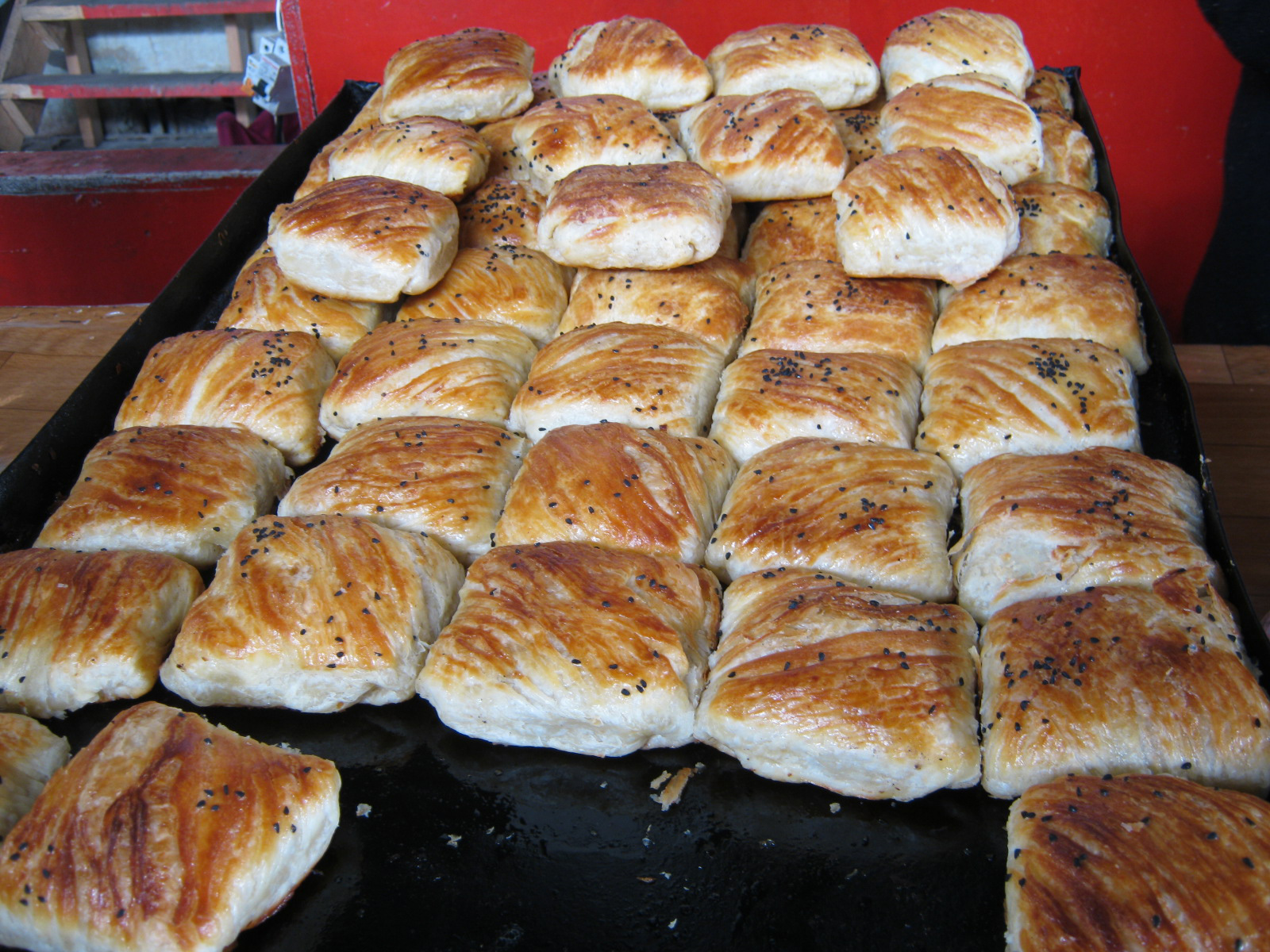
Samsa
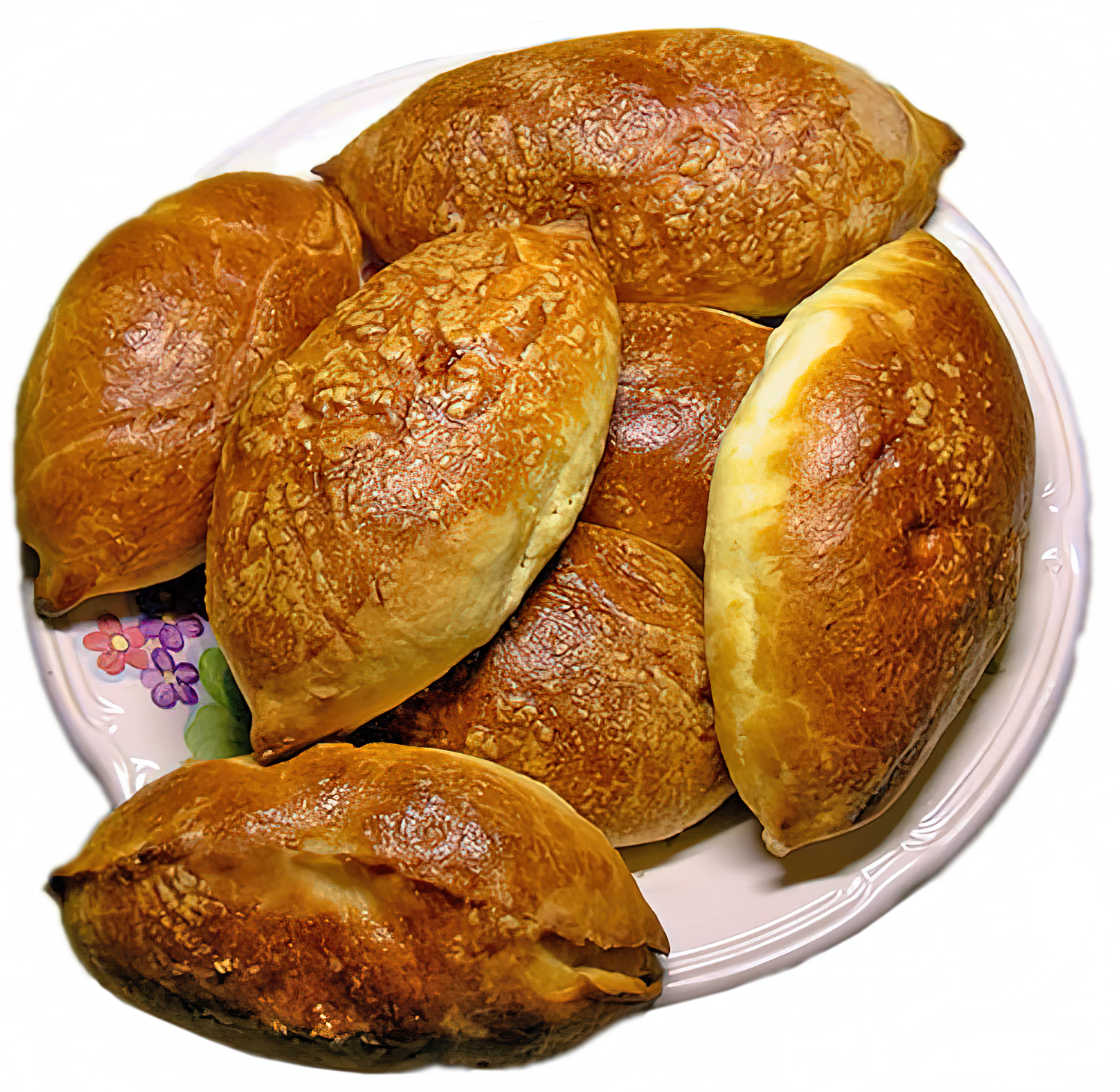
Piroșcă
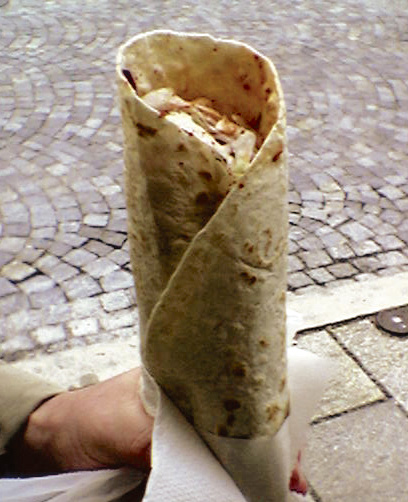
Șaorma
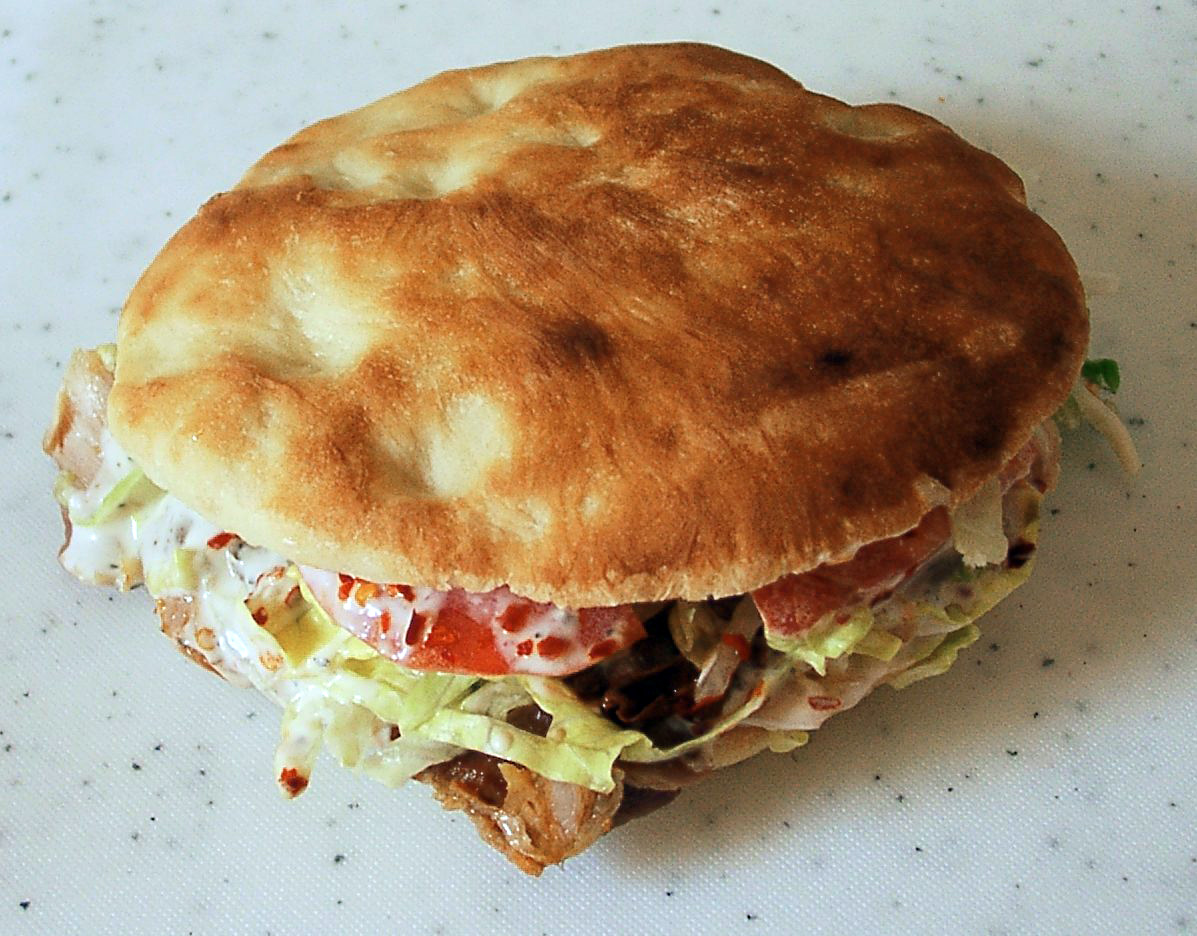
Kebab
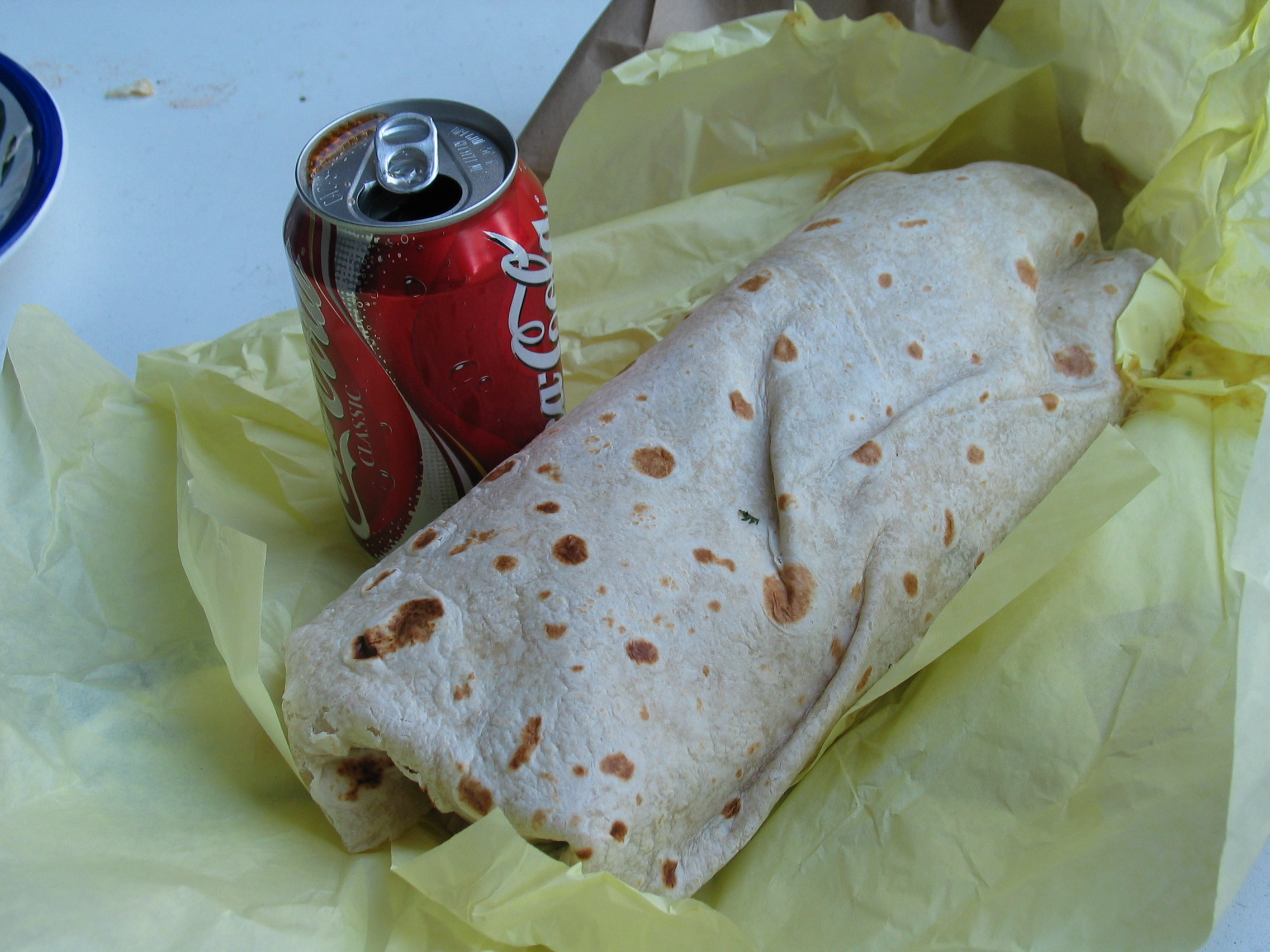
Burrito
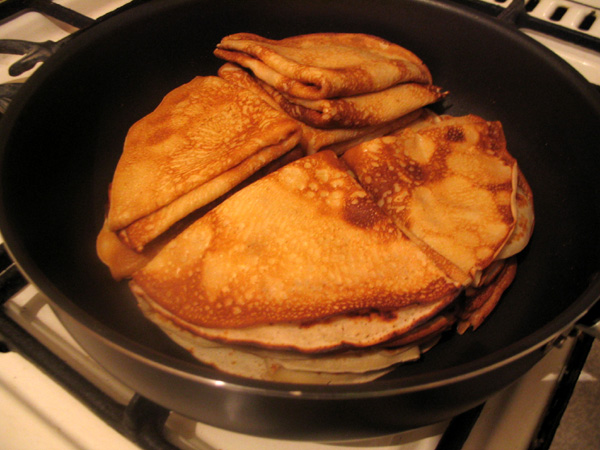
Clătite
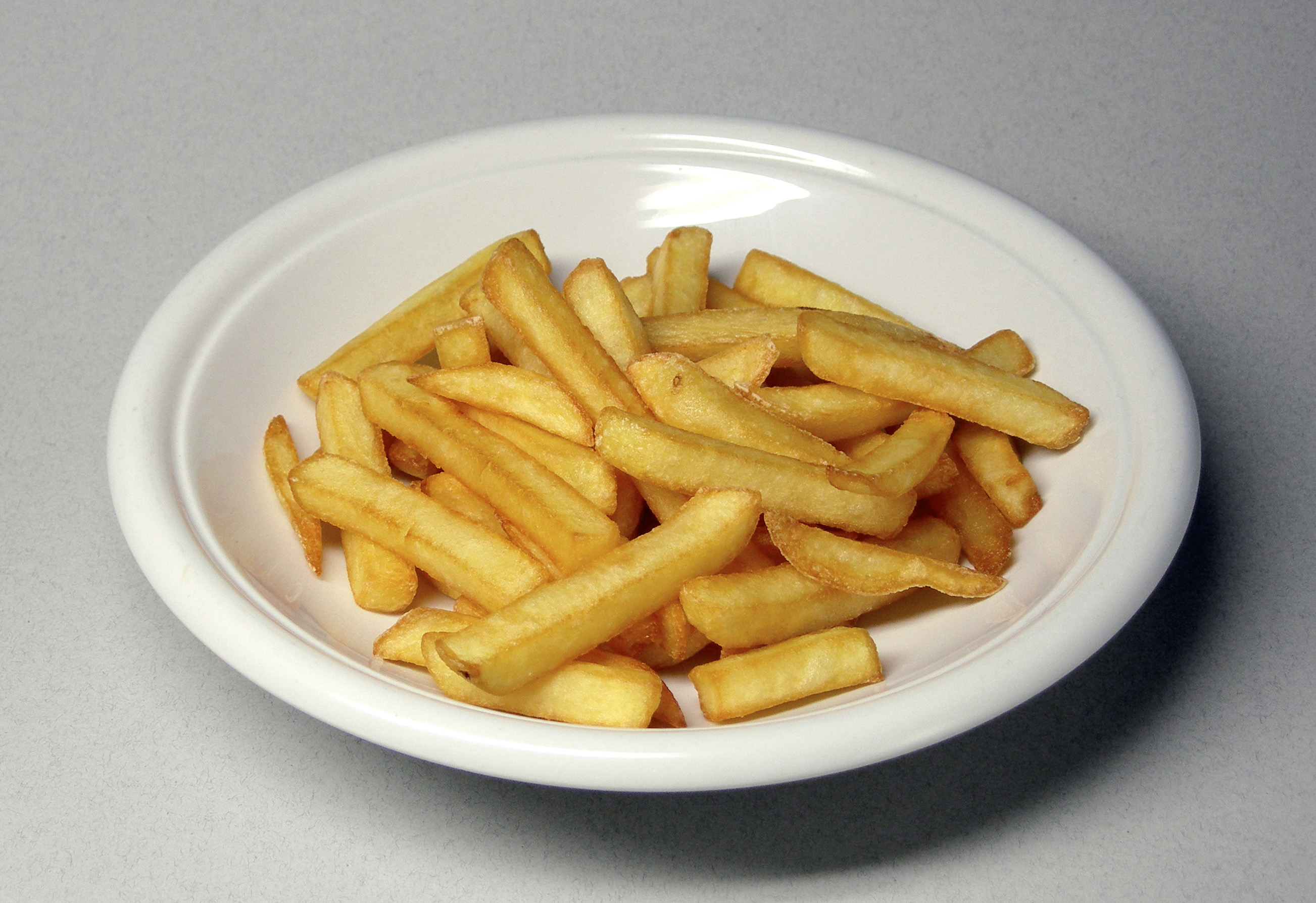
Cartofi prăjiți
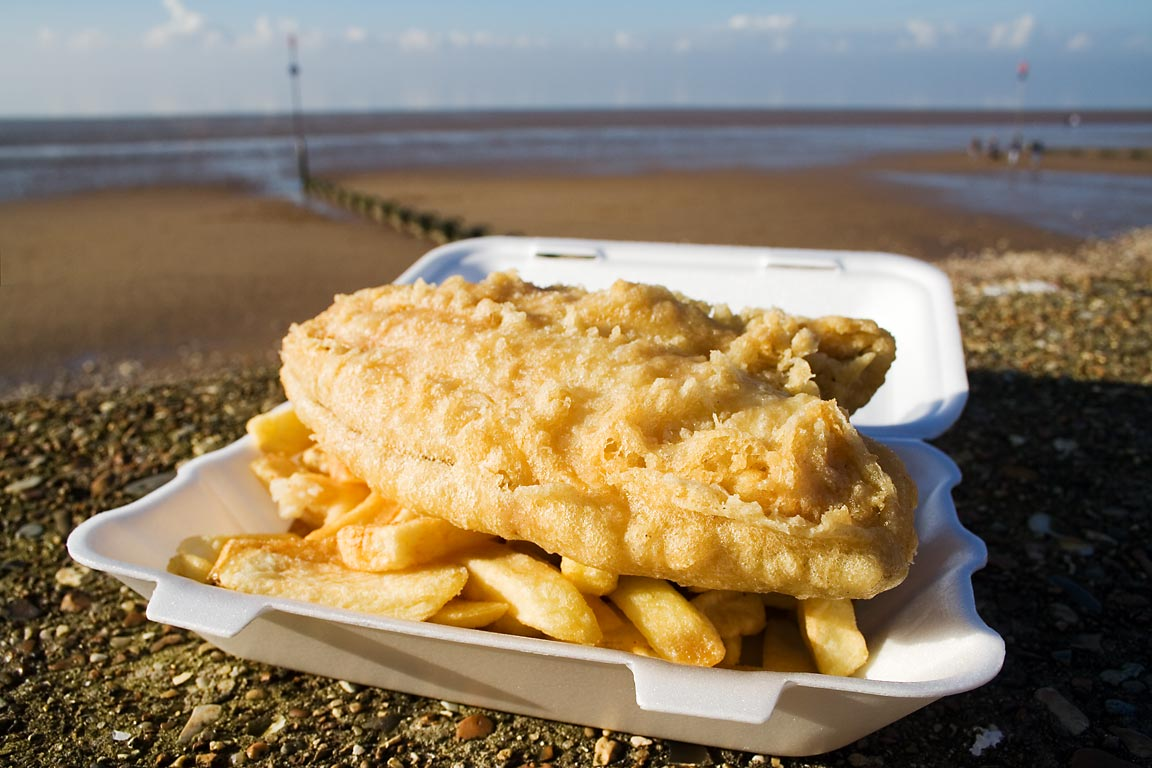
Fish and Chips
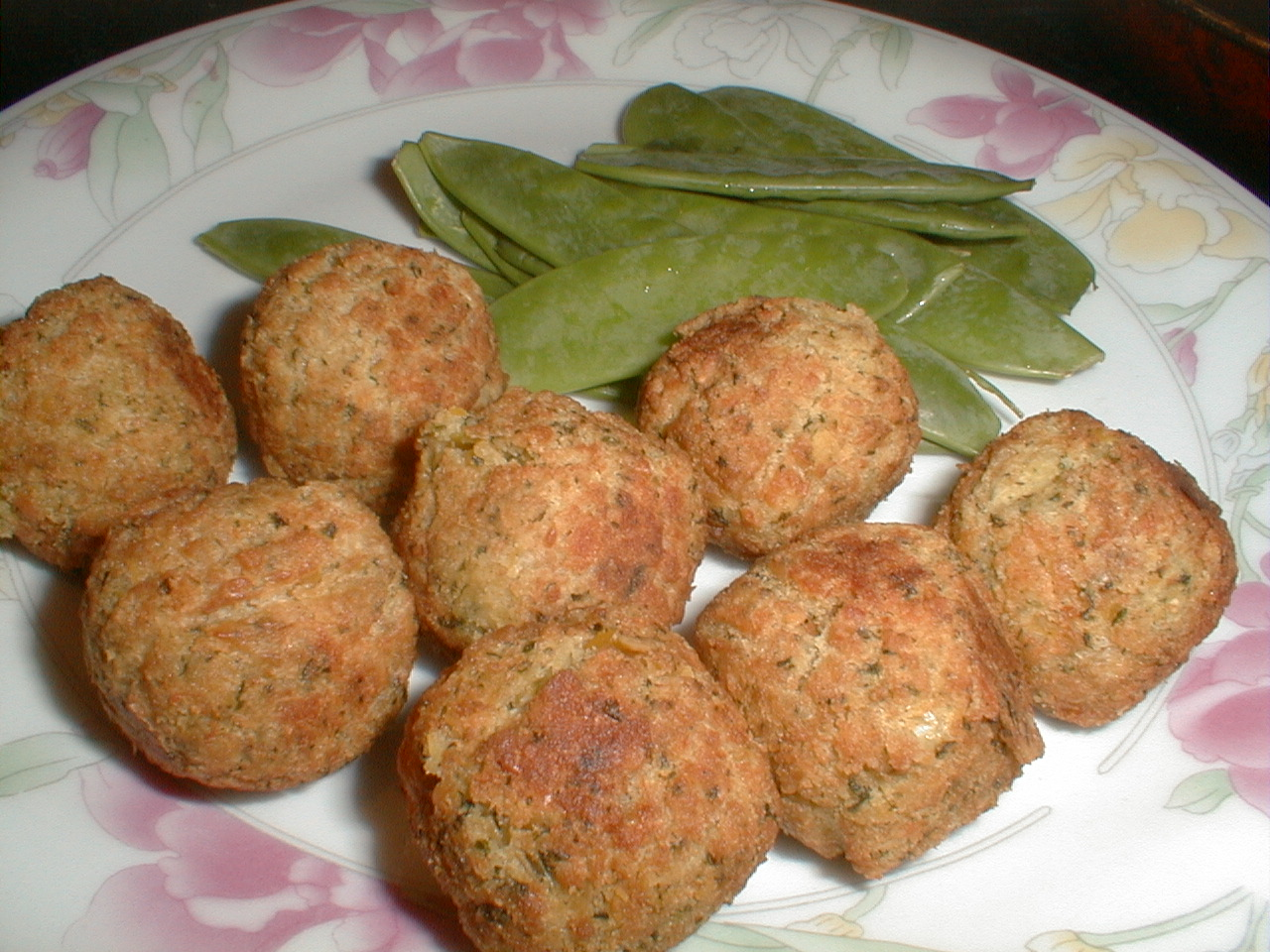
Falafel
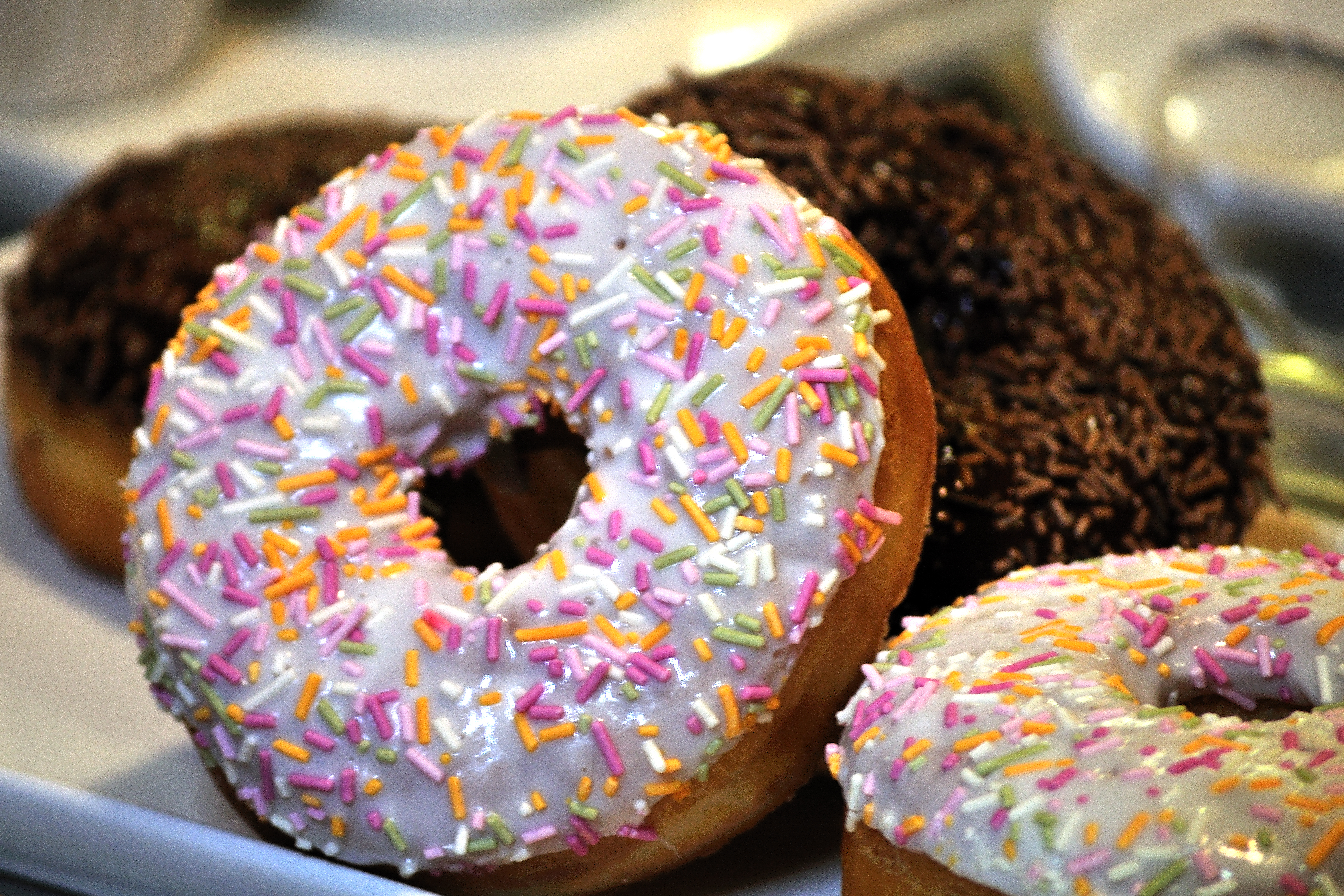
Gogoașă
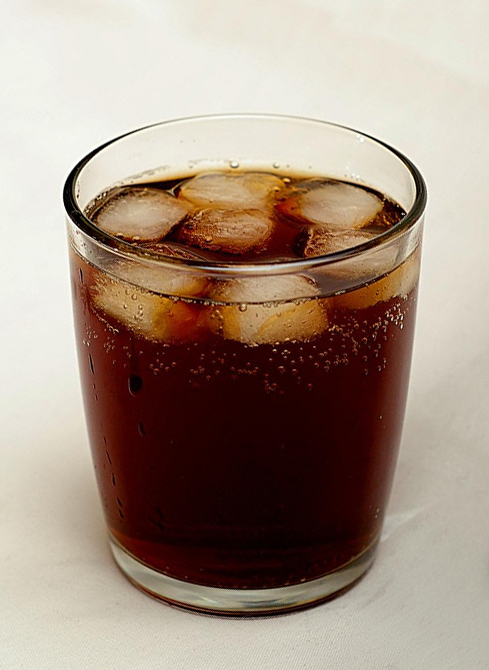
Pahar cu Coca Cola